# Guo Dan
Guo Dan (chinesisch 郭丹, Pinyin Guō Dān; * 20. Dezember 1985) ist eine chinesische Bogenschützin. Sie gehörte zum chinesischen Kader für die Olympischen Sommerspiele 2008 in Peking und gewann die Silbermedaille im Mannschaftswettbewerb.

## Karriere
Guo Dan erreichte bei der Weltmeisterschaft 2005 in Madrid Platz fünf mit der Mannschaft. Bei der zwei Jahre später in Leipzig stattfindenden Weltmeisterschaft konnte sie mit der Mannschaft dieses Ergebnis nicht halten und wurde Siebte. In der Einzelkonkurrenz der Weltmeisterschaft 2007 erreichte Guo Dan Rang 13. In diesem Jahr erreichte sie mit der Mannschaft zudem gute Weltcup-Platzierungen mit einem dritten Platz in Antalya und einem ersten Platz in Varese.
Sie war Mitglied der chinesischen Mannschaft bei den Olympischen Sommerspielen 2008 in Peking. Dort nimmt sie mit der Mannschaft und im Einzel teil. Mit ersterer überstand Guo Dan das Viertelfinale gegen Indien mit 211 zu 206 und konnte sich auch im Halbfinale gegen Großbritannien durchsetzen. Das Duell um die Goldmedaille verlor Guo Dan mit der chinesischen Mannschaft gegen Südkorea mit 215 zu 224, womit sie die Silbermedaille gewonnen hat. Im Einzel belegte sie Rang 25 in der Platzierungsrunde und trat dann in der Runde der letzten 32 gegen die Britin Charlotte Burgess an. In diesem Duell unterlag sie mit 104:106 Ringen.